# Стреж, Лука Трофимович
Лука Трофимович Стреж (20 февраля 1901 — расстрелян 29/30 декабря 1937) — первый директор Ярославского завода синтетического каучука в 1931—1936 гг., директор Ярославского резино-асбестового комбината в 1936—1937 гг.
Уроженец Петербурга. После окончания четырёх классов городского училища работал на сланцевых рудниках. Служил в продотряде в Симбирской губернии, член ВКП(б) с 1918 г. Участник Гражданской войны, которую закончил в звании комбрига. По возвращении с фронта был назначен комиссаром артиллерийской школы в Петрограде. Проучившись три года в военной академии, перешёл в военно-текстильное отделение Московского института народного хозяйства им. Г. В. Плеханова, которое в 1928 г. с отличием окончил (по другой версии, окончил Военно-химическую академию РККА).
В 1928—1931 гг. возглавлял объединённый льнокомбинат в с. Большое Яковлевское Середского р-на ИПО, Костромскую прядильную фабрику им. В. И. Ленина., в 1931 году возглавил в Ярославле строительство завода СК-1. 27 мая 1931 г. в помещении законсервированной махорочной Фабрики начало свою деятельность управление строительства завода СК-1, состоящее из 4-х человек. 14 июня 1931 г. в котлован, вырытый под здание печного цеха, лёг первый кирпич. Стреж обеспечил высокие темпы строительства и пуск завода в исключительно короткие сроки (11,5 мес.). 7 июля 1932 г. завод дал промышленный синтетический каучук. Первый директор завода СК-1 — первого в мире завода по производству синтетического каучука. Под его руководством произошло становление предприятия: освоение производства, овладение сложным технологическим процессом получения синтетического каучука, отработка технологических режимов. В 1935 г. за успешное освоение синтетического каучука премирован наркомом тяжёлой промышленности С. Орджоникидзе легковой автомашиной.
В декабре 1936 г. был назначен директором Ярославского резино-асбестового комбината. Руководил работами по освоению комбинатом нового вида сырья (синтетического каучука), по переводу основных производств на полную замену натурального каучука синтетическим. Член Совета при Наркомтяжпроме СССР, член Ярославского обкома ВКП(б).
Проживал: Ярославль, Волжская наб., д. 27а.
Весной 1937 года в ярославских газетах была напечатана серия статей с обвинениями в адрес руководителей промышленности, в том числе — Стрежа. В июне после II областной партконференции, на которой дал установку на репрессии представитель ЦК ВКП (б) Лазарь Каганович, в Ярославской области начались массовые аресты и расстрелы руководителей, специалистов и рядовых сотрудников многих предприятий. Стреж был арестован 22 июня 1937 г., обвинён в антинародной деятельности. Поводом стал ряд аварий, случившихся с 1932 по 1935 годы, в период освоения производства синтетического каучука. Выездной сессией Военной коллегии Верховного суда СССР 29 декабря 1937 г. приговорён по ст. 58-8-9-11 УК РСФСР к высшей мере наказания. Расстрелян в Ярославле 29 декабря 1937 года.
В 1956 году посмертно реабилитирован. Завод СК признан банкротом и закрыт в 2007 году[значимость факта?].